# Park Geun-hye
Park Geun-hye (AFI: [pak‿k͈ɯn.hje]; Daegu, 2 febbraio 1952) è una politica sudcoreana, presidente della Corea del Sud dal 2013 al 2017, prima donna nella storia del paese a ricoprire questo incarico.
È la figlia di Park Chung-hee, presidente e dittatore della Corea del Sud salito al potere con un colpo di Stato nel 1961 e rimasto in carica fino al suo assassinio nel 1979.
Park Geun-Hye è stata presidente del Grande Partito Nazionale, di stampo conservatore, tra il 2004 e il 2006 e tra il 2011 e 2012 quando il partito aveva cambiato nome in Saenuri. È stata membro dell'Assemblea nazionale sudcoreana dal 1998 al 2012.
Nel novembre 2016, centinaia di migliaia di sudcoreani sfilano per le strade chiedendo le sue dimissioni, a seguito di uno scandalo di corruzione, considerandola sotto l'influenza della sua confidente Choi Soon-Sil. I suoi poteri sono sospesi da un voto dell'Assemblea nazionale nel dicembre 2016, una decisione confermata nel marzo 2017 dalla Corte costituzionale, che ne ha pronunciato il licenziamento.
Arrestata e incarcerata poche settimane dopo il suo licenziamento, è stata condannata l'anno successivo a una pena complessiva di 32 anni di reclusione per, tra l'altro, abuso di potere, corruzione, coercizione e appropriazione indebita. Viene graziata dal presidente Moon Jae-in nel 2021.

## Biografia
Park è figlia del generale e presidente di lunga data Park Chung-hee, che ha governato il paese in modo dittatoriale dopo un colpo di stato militare nel 1961, sua madre è stata colpita e uccisa da un coreano che viveva in Giappone nel 1974 in un attentato contro suo padre. Negli anni successivi ha assunto il ruolo di First lady al posto della madre. Ha un fratello e una sorella: suo fratello minore Park Ji-man, che è stato ripetutamente incriminato per uso illecito di droghe, è l'attuale amministratore delegato della società EG, e sua sorella minore, Park Seo-yeong, è l'attuale direttore esecutivo della Fondazione Yookyoung.
Geun-hye si è diplomata alla Seongsim High School di Taegu nel 1970 e ha conseguito una laurea in ingegneria elettrica presso la Sogang University nel 1974. Ha poi studiato per un brevissimo periodo all'Università di Grenoble.
Park non è sposata e non ha figli. Si è paragonata alla regina Elisabetta I d'Inghilterra, dicendo che è sposata con la Repubblica di Corea e che i sudcoreani sono la sua famiglia. Inoltre, ha preso le distanze dai suoi fratelli.
Park è considerata atea nonostante abbia un nome di battesimo separato. La non religiosità di Park è stata persino considerata un vantaggio in un paese in cui buddisti e cristiani sono gruppi numerosi che storicamente non sono andati d'accordo tra loro. Park ha contatti con entrambe le religioni.

## Carriera politica

### Elezioni presidenziali in Corea del Sud del 2012
Nel 2012 si candida a Presidente della Corea del Sud in rappresentanza del partito Saenuri e vince le elezioni il 19 dicembre 2012, ottenendo il 51,6% dei voti contro il 48% del rivale Moon Jae-in, candidato del Partito Democratico.

### Impeachment e fine del mandato presidenziale
Il 9 dicembre 2016 viene sospesa dall'incarico dai due terzi dei 300 membri del Parlamento, a seguito di un'accusa di corruzione; durante lo svolgimento della procedura di impeachment svolge le funzioni di presidente il primo ministro, Hwang Kyo-ahn. Il 10 marzo 2017 la Corte costituzionale vota all'unanimità la definitiva cessazione del suo mandato, in un clima di scontri violenti tra i suoi sostenitori e la polizia per le strade di Seul.
Il 30 marzo 2017 è stata arrestata con l'accusa di corruzione. Il 6 aprile 2018 viene condannata a 24 anni di carcere per corruzione, abuso di potere e diffusione di segreti di Stato. Il 20 luglio 2018, in un altro processo, viene condannata ad ulteriori 8 anni di carcere di cui 6 anni per aver accettato fondi illegali dall'intelligence e 2 anni per aver interferito nelle elezioni. Non ha partecipato ai processi e si è sempre dichiarata innocente. Il 24 dicembre 2021 ha ricevuto la grazia dal presidente Moon Jae-in.